# Повчання Кагемні
Повчання Кагемні, Повчання для Кагемні — давньоєгипетський літературний твір жанру «повчань» (sb3 jt), створений в епоху Стародавнього царства, але дійшов до нас у копіях Середнього царства. Викладає правила гарного тону у вигляді настанов дорослого молодому поколінню.

## Рукопис

### Джерело
Твір зберігся не повністю на Папірусі Прісса і не копіювалося в Новому царстві, як, наприклад, «Повчання Птаххотепа». "Повчання для Кагемні" відноситься до VI династії, тоді як "Папірус Прісса" складений при XII династії (близько 1991-1783 до н. е.). Повчання займають у ньому дві сторінки перед повним текстом «Повчання Птаххотепа» і містить 4 настанови, короткий висновок і колофон. Рукопис відноситься до XI - XII династій, коли ієратичне письмо переходило з вертикального до горизонтального написання. «Папірус Прісса» знайдено французьким сходознавцем Емілем Пріссом у Фівах у 1857 і з тих пір зберігається в Національній бібліотеці Франції в Парижі (№ 183-194).
Існує припущення, що твір придумано і записано в період Середнього царства, а штучне старіння покликане надати більшої сили впливу.

### Переклади
Вперше факсимільна копія опублікована в 1847, потім в 1911. Перший переклад здійснив англійський єгиптолог Батискомб Ганн  в 1918. Також перекладами твору займалися Адольф Ерман (1927), Франтішек Лекса (1928), Алан Х. Гардінер (1946), Вільям К. Сімпсон (1972), Міріам Ліхтхейм (1973), Хелльмут Бруннер (1988).

### Автор
Повчання Кагемні закінчується згадкою імені Кагемні — майбутнього візира- чаті фараона Снофру з IV династії (бл. 2575 до н. е.) або фараона Хуні з III династії. У самому творі говориться, що фараон Хуні перестав, і на престол зійшов Снофру.
Автором та батьком Кагемні, для кого складалося повчання, на думку єгиптологів, може бути Каїрсу (Каїрес), чиє ім'я згадано серед інших видатних мудреців у Папірусах Честера Бітті (IV verso). Інші вчені вважають самого Кагемні автором повчань.

## Зміст
Мудрий чаті, чиє ім'я залишилося невідомим, звертається з настановами, яким він сам дотримувався, до «дітей», що також може перекладатися і як «учні». Серед них названо Кагемні, на ім'я якого твір отримав у наші дні свою назву.
«Щасливим залишиться скромний».
У формі бесіди викладаються деякі норми поведінки для вільної людини, як вести себе за спільним столом — треба стримувати свій апетит, але не ображати зневагою не дотримуючись цього правила; намагатися не бути балакущим і зарозумілим, «бо не відомо, що зробить бог, коли він покарає». Наприкінці згадується і доля Кагемні, який піднявся на посаду візира-чаті при фараоні Снофру.

## Аналіз
Твір серед інших прикладів «Повчань» є джерелом інформації про етичні та моральні принципи древніх єгиптян.
Давньоєгипетським творам жанру є відповідності в біблійній писемності, що носить імена Соломона і Сірахіда.

### Іншомовна
- Allen J. P. The Instructions of Kagemni’s Father and Ptahhotep / James P. Allen. — Middle Egyptian Literature: Eight Literary Works of the Middle Kingdom. — Cambridge University Press, 2014. — 458 с.
- Gardiner A. H. The Instruction to Kagemni and his brethren // Journal of Egyptian Archaeology. — London, 1946. — No. 32 (26 March). — P. 71—74.
- Gunn, Battiscombe. The Instruction of Ptah- Hotep and the Instruction of Ke’Gemni. — Echo Library, 2010. — С. 56.
- Gustave Jequier. Le Papyrus Prisse et ses variantes. — Paris, 1911.